# Gran Premi del Canadà del 2000
Resultats del Gran Premi del Canadà de Fórmula 1 de la temporada 2000, disputat al circuit urbà de Gilles Villeneuve a Mont-real el 18 de juny del 2000.

## Resultats de la cursa
| Pos | No | Pilot                | Equip                  | Voltes | Temps/ Retir.    | Pos. de sort. | Punts |
| --- | -- | -------------------- | ---------------------- | ------ | ---------------- | ------------- | ----- |
| 1   | 3  | Michael Schumacher   | Ferrari                | 69     | 1h 41' 12. 3     | 1             | 10    |
| 2   | 4  | Rubens Barrichello   | Ferrari                | 69     | + 0.174 s        | 3             | 6     |
| 3   | 11 | Giancarlo Fisichella | Benetton - Playlife    | 69     | + 15.365 s       | 10            | 4     |
| 4   | 1  | Mika Häkkinen        | McLaren - Mercedes     | 69     | + 18.561 s       | 4             | 3     |
| 5   | 19 | Jos Verstappen       | Arrows - Supertec      | 69     | + 52.208 s       | 13            | 2     |
| 6   | 6  | Jarno Trulli         | Jordan - Mugen - Honda | 69     | + 1' 01.687 min. | 7             | 1     |
| 7   | 2  | David Coulthard      | McLaren - Mercedes     | 69     | + 1' 02.216 min. | 2             |       |
| 8   | 23 | Ricardo Zonta        | BAR - Honda            | 69     | + 1' 10.455 min. | 8             |       |
| 9   | 12 | Alexander Wurz       | Benetton - Playlife    | 69     | + 1' 19.899 s    | 14            |       |
| 10  | 16 | Pedro Diniz          | Sauber - Petronas      | 69     | + 1' 54.544 s    | 19            |       |
| 11  | 10 | Jenson Button        | Williams - BMW         | 68     | + 1 Volta        | 18            |       |
| 12  | 21 | Gaston Mazzacane     | Minardi - Fondmetal    | 68     | + 1 Volta        | 22            |       |
| 13  | 7  | Eddie Irvine         | Jaguar - Cosworth      | 66     | + 3 Voltes       | 16            |       |
| 14  | 9  | Ralf Schumacher      | Williams - BMW         | 64     | Col·lisió        | 12            |       |
| 15  | 22 | Jacques Villeneuve   | BAR - Honda            | 64     | Col·lisió        | 6             |       |
| 16  | 20 | Marc Gené            | Minardi - Fondmetal    | 64     | Virolla          | 20            |       |
| Ret | 18 | Pedro de la Rosa     | Arrows - Supertec      | 48     | Col·lisió        | 9             |       |
| Ret | 17 | Mika Salo            | Sauber - Petronas      | 42     | Part elèctrica   | 15            |       |
| Ret | 14 | Jean Alesi           | Prost - Peugeot        | 38     | Part elèctrica   | 17            |       |

## Altres
- Pole: Michael Schumacher 1' 18. 439
- Volta ràpida: Mika Häkkinen 1' 19. 049 (a la volta 37)